# چک-فرخنده شرقی
چک-فرخنده شرقی (نام علمی: Calyptophilus frugivorus) یک گونه نزدیک تهدید از پرندگان گنجشک‌سان وابسته به خانواده Calyptophilidae است. این گونه بومی جزیره هیسپانیولا در جمهوری دومینیکن است. احتمالاً در هائیتی منقرض شده است.